# Kaseanivka, Tomașpil
Kaseanivka (în ucraineană Касянівка) este un sat în comuna Palanka din raionul Tomașpil, regiunea Vinnița, Ucraina.

## Demografie
Componența lingvistică a localității Kaseanivka
     Ucraineană (95,65%)
     Rusă (2,17%)
Conform recensământului din 2001, majoritatea populației localității Kaseanivka era vorbitoare de ucraineană (95,65%), existând în minoritate și vorbitori de rusă (2,17%).